# Roberto Reynero
Roberto Alex Reynero Fuentes (* 1. Januar 1965 in Chillán) ist ein ehemaliger chilenischer Fußballspieler. Der Außenverteidiger absolvierte sieben Länderspiele für die Nationalmannschaft Chiles.

## Karriere

### Verein
Roberto Reynero, auch Príncipe genannt, spielte einen Großteil seiner Profikarriere beim CF Universidad de Chile. 1983 begann er bei La U seine Laufbahn und kam nach einer Saison bei den Rangers de Talca wieder zurück zum Hauptstadtklub. Bis 1991 lief er für Universidad de Chile auf und war beim Aufstieg 1989 Kapitän der Mannschaft. Bei seiner letzten Karrierestation Deportes Temuco ab 1992 spielte Reynero noch sechs Jahre und beendete 1997 seine Karriere.

### Nationalmannschaft
Roberto Reynero absolvierte für die Nationalmannschaft Chiles acht Spiele. Sein Debüt gab der Abwehrspieler im Mai 1988 beim kanadischen Sir Stanley Matthews Cup gegen Griechenland und sein letztes Länderspiel bestritt er im November desselben Jahres gegen Uruguay. Einen Pflichtspieleinsatz hatte Reynero nicht.

### Erfolge
Universidad de Chile
- Segunda División: 1982

## Sonstiges
Sein 1989 geborener Sohn Felipe ist ebenfalls Profifußballspieler.